# Edmonde Dever
Edmonde Dever (Brussel, 1921 - ?, ten laatste in 2010) was een Belgische diplomate.

## Leven
Edmonde Dever was de dochter van een Belgische diplomaat. Ze studeerde aan de Universiteit van Luik en de Université libre de Bruxelles alfawetenschappen. Van 1946 tot 1949 was ze actief in de Belgische koloniale administratie. Van 1949 tot 1952 en van 1955 tot 1959 was ze in Londen werkzaam. Vanaf 1959 had ze het exequatur als consul-generaal in Johannesburg. Van 1959 tot 1961 had ze het exequatur als consul-generaal in Luanda. Van 1966 tot 1969 was zij lid van de Permanente Vertegenwoordiging van België bij de Verenigde Naties. Van september 1973 tot 1978 was ze de eerste vrouwelijke Belgische ambassadeur en dit in Stockholm. Van 1978 tot 1981 was ze ambassadeur in Wenen. Van 1981 tot 1988 was zij hoofd van de Permanente Vertegenwoordiging van België bij de Verenigde Naties.

## Onderscheidingen[4]
- Leopoldsorde (België)
- Kroonorde (België)
- Orde van de Eikenkroon (Groothertogdom Luxemburg)
- Orde van de Poolster (Zweden)
- Ereteken van Verdienste voor de Republiek Oostenrijk (Oostenrijk)

## Publicaties
- L'opinion publique belge et la guerre franco-allemande de 1870, onuitgegeven licentiaatsverhandeling geschiedenis, 1941-1941.
- Belgium and the United Nations, in M. Boudart - M. Boudart - R. Bryssinck (edd.), Modern Belgium, Palo Alto, 1990, pp. 130-133.

## Voetnoten
1. ↑  A. Querton, Edmonde Dever, in R. Delcorde, Les diplomates belges, Waver, 2010, p. 155. Gearchiveerd op 26 juni 2023.
2. ↑  G. Coppieters - G. Vanthemsche, De federale overheidsdiensten, in P. Van den Eeckhout - G. Vanthemsche (edd.), Bronnen voor de studie van het hedendaagse België, 19e-21e eeuw, Brussel, 20173, p. 374. Gearchiveerd op 9 december 2018.
3. ↑  A. Querton, Edmonde Dever, in R. Delcorde, Les diplomates belges, Waver, 2010, pp. 154-155. Gearchiveerd op 26 juni 2023.
4. 1 2  DEVER, Edmonde, in The International Who's Who, 1989-90, Londen, 198953, p. 394. Telegram, WikiLeaks.org. Gearchiveerd op 20 oktober 2018.
5. ↑  Francine Chainaye. Gearchiveerd op 19 mei 2014.